# Takefu
Takefu (武生市 Takefu-shi?) a fost un municipiu din Japonia, prefectura Fukui. La 1 octombrie 2005, în rezultatul comasării municipiului Takefu cu orașul Imadate (din districtul Imadate) a fost creat municipiul Echizen.